# Ginjeira
A  Ginjeira é uma localidade portuguesa da freguesia da São Mateus, concelho da Madalena do Pico, ilha do Pico, arquipélago dos Açores. 
Este povoado localiza-se próximo à elevação dos Caldeirões, ao povoado das Grotas de Cima e da Mata. Aqui se localiza o Império do Divino Espírito Santo da Ginjeira cuja data de construção recua ao século XX, mais precisamente a 1926.